# Stadtpark Atzgersdorf

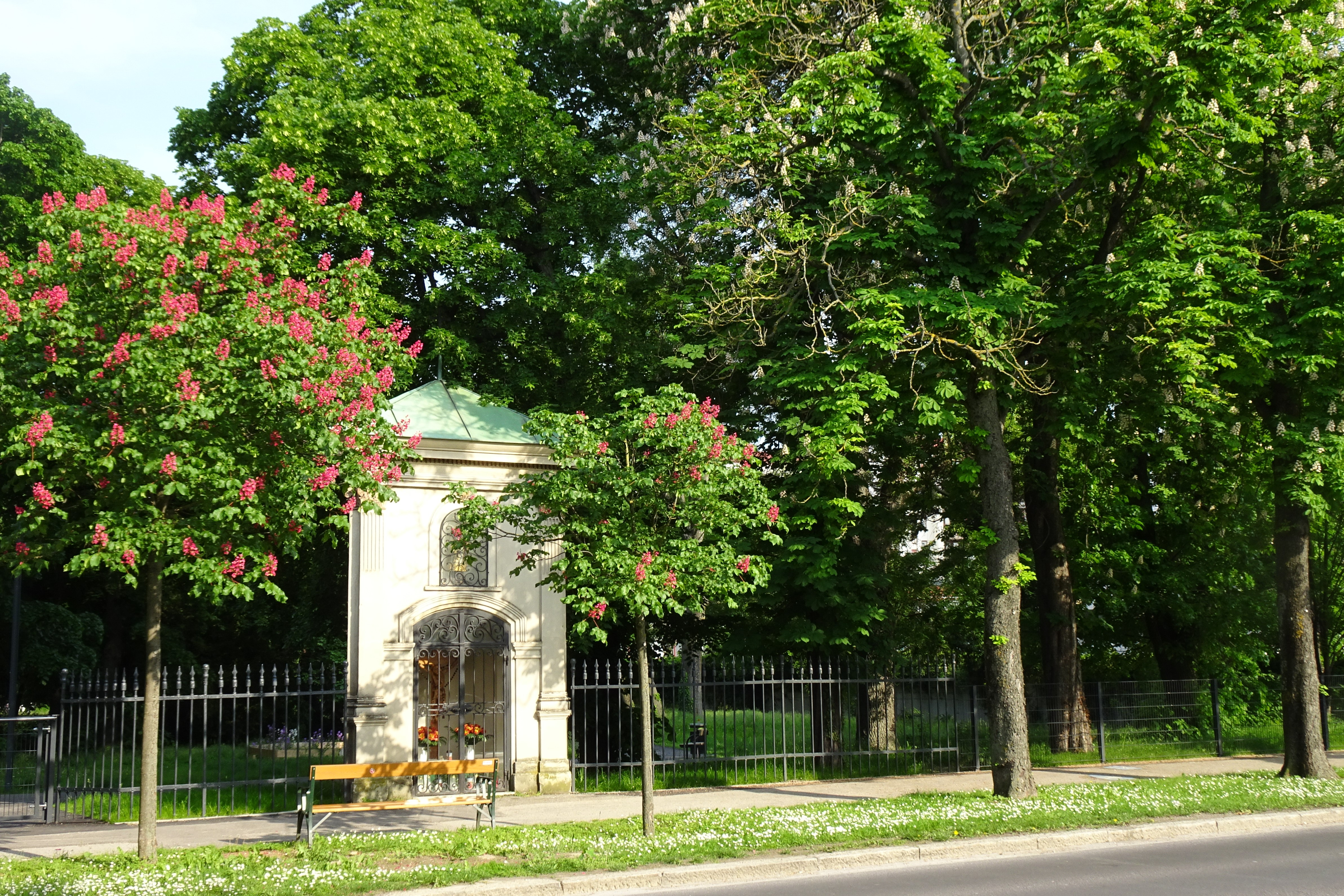
Der Stadtpark Atzgersdorf mit der Kandlkapelle

Der Stadtpark Atzgersdorf ist ein Park im 23. Wiener Gemeindebezirk Liesing, im Bezirksteil Atzgersdorf, nach dem er auch benannt ist. Er wurde 2023 anstelle des 2021 aufgelassenen Campingplatzes Wien Süd eröffnet. Dadurch bedingt hat er auch eine Adresse, Breitenfurter Straße 267. Seine Fläche beträgt etwa 2,7 Hektar.

## Geschichte

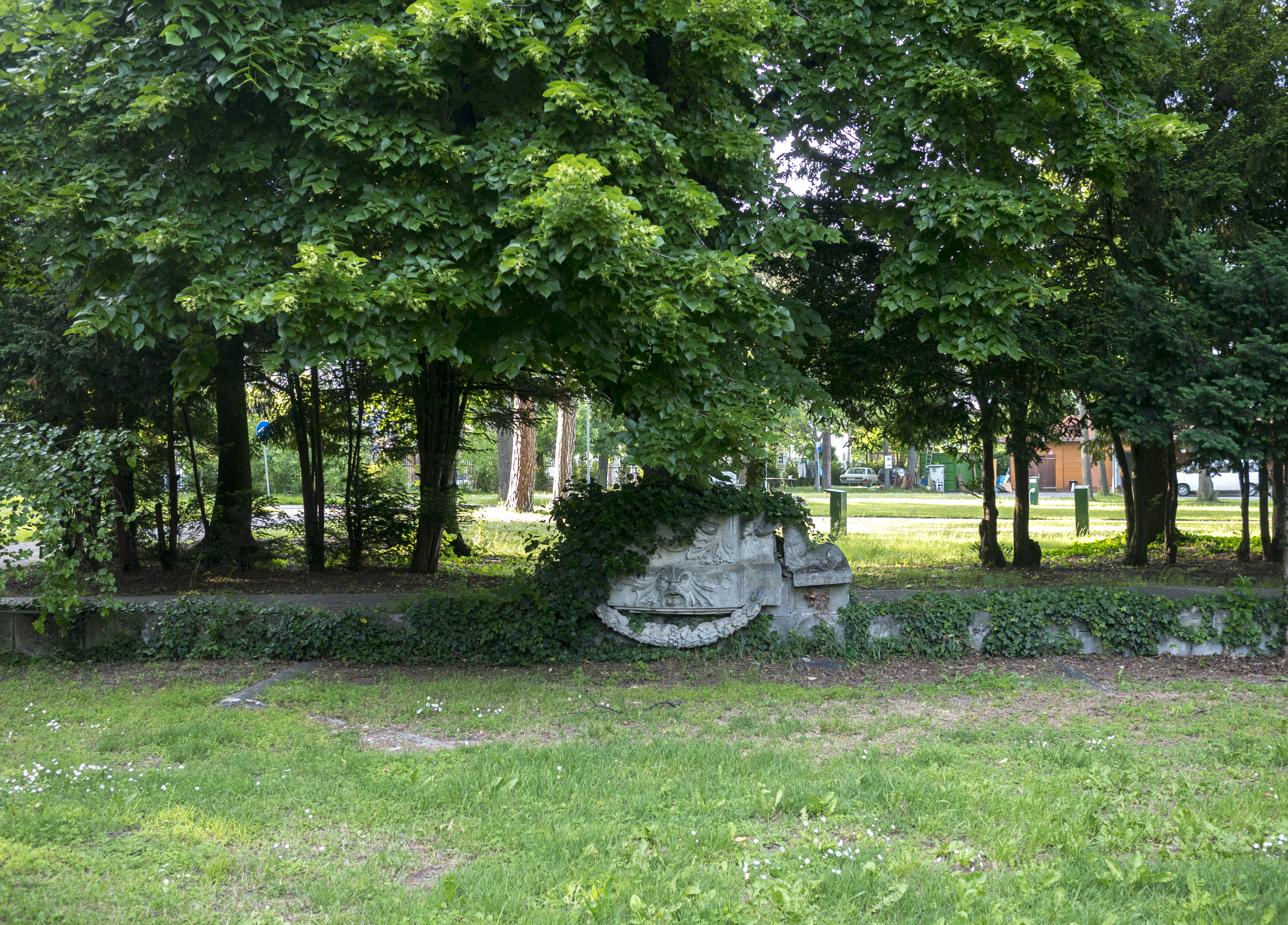
Die Reste des Zierbrunnens (Aufnahme aus dem Jahr 2016)

In unmittelbarer Nachbarschaft dieses Areals (den heutigen Nummern 269–279 entsprechend) befand sich seit Beginn des 19. Jahrhunderts die Textildruckerei des Josef Klein. 1887 wurde die Fabrik vom böhmisch-jüdischen Industriellen Gustav Pollak (auch Besitzer des Warenhauses Pollak am Kohlmarkt) gekauft, der sie in eine Lederfabrik umwandelte, in welcher der Betrieb 1926 eingestellt wurde. Heutzutage befindet sich auf diesem Gelände ein Seniorenheim, das Haus am Mühlengrund.
Unmittelbar neben der Fabrik ließ Josef Klein in der 1. Hälfte des 19. Jahrhunderts eine Villa mit Garten errichten. Gustav Pollak ließ den Garten vergrößern und beauftragte um 1900 Josef Hoffmann, der schon vorher für ihn gearbeitet hatte, mit der Neugestaltung der Inneneinrichtung der Villa. Pollak starb 1933, die Villa wurde 1938 nach dem „Anschluss“ Österreichs verkauft. Die Witwe sowie zwei seiner drei Kinder begingen 1941 Suizid, seine Tochter Vera konnte in die USA entkommen, scheiterte nach dem Zweiten Weltkrieg allerdings mit ihren Restitutionsforderungen. Die Villa wurde 1968 abgerissen und auf dem Areal wurde der Campingplatz eingerichtet. Ein Relikt der Villa sind Reste eines Gartenzierbrunnens sowie die Einfriedung, die aber 2022 bereits in sehr schlechtem Zustand war, sodass sie größtenteils durch einen Metallzaun ersetzt wurde. Ein kurzer Mauerrest befindet sich an der Gerbergasse.

## Naturdenkmäler
Am Gelände des Parks gibt es vier Bäume, die wegen ihres herausragenden Wuchses von der Stadt Wien als Naturdenkmal klassifiziert worden sind (vgl. Liste der Naturdenkmäler in Wien/Liesing). Es handelt sich um eine Eibe, eine Esche, eine Schwarzkiefer und eine Zerreiche. Alle diese Unterschutzstellungen erfolgten im Jahr 1941, ebenso wie die einer Silberpappel, die heute auf dem Gelände des benachbarten Seniorenheims liegt.

## Kandlkapelle
Am Rand des Parks, zur Breitenfurter Straße hin, befindet sich eine kleine Kapelle, die nach 1809 errichtet wurde, und eine Statue des Heiligen Johannes Nepomuk aus der zweiten Hälfte des 18. Jahrhunderts enthält. Sie steht unter Denkmalschutz (Listeneintrag), weist einen dreieckigen Grundriss auf und ist durch Pilaster gegliedert. Bis 1963 befand sie sich an der Ecke zur Hödlgasse (etwa hundert Meter südwestlich), wo sie sich aber zum Verkehrshindernis entwickelte und somit an den jetzigen Standort versetzt wurde. Gestiftet wurde sie vom Vater einer gewissen Theresia Kandl als Sühnemaßnahme. Diese hatte ihren Ehemann mit einer Hacke erschlagen und wurde 1809 am Wienerberg hingerichtet. Sie war die einzige Frau, die an dieser Stelle erhängt wurde. Nicht zuletzt da sie jung und attraktiv war, wurde ihre Hinrichtung von zahlreichen Schaulustigen besucht.